# Рубі (Аляска)
Рубі (англ. Ruby) — місто (англ. city) в США, в окрузі Юкон-Коюкук штату Аляска. Населення — 139 осіб (2020).

## Географія
Рубі розташоване в центральній частині Аляски на березі річки Юкон. Місто обслуговує однойменний аеропорт.
Рубі розташоване за координатами 64°43′20″ пн. ш. 155°30′5″ зх. д. / 64.72222° пн. ш. 155.50139° зх. д. (64.722360, -155.501433).  За даними Бюро перепису населення США в 2010 році місто мало площу 19,76 км², уся площа — суходіл. В 2017 році площа становила 18,19 км², уся площа — суходіл.

## Історія
1906 року в околицях річки Рубі-Крік було виявлено золото. У цих місцях з'явилися старателі, і 1911 року вони заснували поселення, назване на ім'я цієї річки. Протягом кількох наступних років в радіусі до 50 кілометрів від селища виявляли все нові і нові родовища, в підсумку з 1906 по 1960 року в околицях Рубі було видобуто понад 11 тонн жовтого металу. Там же, на копальні Свіфт-Крик, 1998 року був знайдений найбільший золотий самородок Аляски масою 8335 грамів.
13 січня 1913 Рубі було інкорпороване. Своє ім'я, Рубі («Рубін»), і місто і річка отримали в зв'язку з помилкою першопрохідців, які взяли виявлені тут гранати за рубіни. Через буквально 2-3 роки після заснування в Рубі вже жили близько 3000 осіб, а агломерація становила близько 5000 осіб. Вулиці були освітлені електричними ліхтарями, в місті працював телефонний зв'язок, магазини, поштове відділення, дві лісопилки, кілька готелів, пересувний кінотеатр, друкувалися дві газети — і зараз Рубі становить серйозну конкуренцію самому Фербанксу за право вважатися центром цивілізації Аляски.
Проте вже до 1918 року Рубі почало занепадати: багато чоловіків міста були відправлені на фронт, кілька десятків сімей загинули в один день, 25 жовтня 1918 року, під час аварії корабля «Принцеса Софія». В 1929 році трапився пожежа, яка знищила багато будівель міста, а два роки по тому Рубі спустошила повінь. Внаслідок до 1946 року в місті не залишилося жодного мешканця (за час війни були закриті всі шахти), а порожні будинки зайняли ескімоси з довколишнього села Кокрінес. Отримавши нових жителів, Рубі стало плавно розвиватися, і 1973 року отримало статус «місто 2-о класу» (2nd Class City). В 1970-х роках були побудовані клініка та школа, в якій станом на 2010 рік навчається 31 учень, в 1980-х проведена телефонна (знову) та телевізійна мережа.

## Демографія
Згідно з переписом 2010 року, у місті мешкало 166 осіб у 62 домогосподарствах у складі 37 родин. Густота населення становила 8 осіб/км².  Було 108 помешкань (5/км²). 
Расовий склад населення:
| - 88,6 % — корінних американців - 4,8 % — білих - 0,6 % — азіатів |

До двох чи більше рас належало 6,0 %. Іспаномовні складали 0,6 % від усіх жителів.
За віковим діапазоном населення розподілялося таким чином: 33,7 % — особи молодші 18 років, 56,7 % — особи у віці 18—64 років, 9,6 % — особи у віці 65 років та старші. Медіана віку мешканця становила 37,5 року. На 100 осіб жіночої статі у місті припадало 127,4 чоловіків;  на 100 жінок у віці від 18 років та старших — 134,0 чоловіків також старших 18 років.
Середній дохід на одне домашнє господарство  становив 37 641 долар США (медіана — 24 688), а середній дохід на одну сім'ю — 43 427 доларів (медіана — 26 563). Медіана доходів становила 33 125 доларів для чоловіків та 41 250 доларів для жінок. За межею бідності перебувало 33,2 % осіб, у тому числі 41,2 % дітей у віці до 18 років та 9,5 % осіб у віці 65 років та старших.
Цивільне працевлаштоване населення становило 55 осіб. Основні галузі зайнятості: публічна адміністрація — 29,1 %, роздрібна торгівля — 20,0 %, транспорт — 14,5 %, освіта, охорона здоров'я та соціальна допомога — 14,5 %.